# Proscelotes aenea
Proscelotes aenea là một loài thằn lằn trong họ Scincidae. Loài này được Barbour & Loveridge mô tả khoa học đầu tiên năm 1928.